# Ablaberoides testaceipennis
Ablaberoides testaceipennis är en skalbaggsart som beskrevs av Moser 1924. Ablaberoides testaceipennis ingår i släktet Ablaberoides och familjen Melolonthidae. Inga underarter finns listade i Catalogue of Life.